# Географическое положение
Географическое положение —  «положение географического объекта относительно поверхности Земли, а также по отношению к другим объектам, с которыми он находится во взаимодействии…». Оно характеризует «место данного объекта в системе пространственных связей и потоков (вещественных, энергетических, информационных) и определяет его отношения с внешней средой». Обычно отражает геопространственное отношение определённого объекта к внешней среде, элементы которой имеют или могут иметь на него существенное влияние. В общественной географии положение обычно определяется в двухмерном пространстве (отображаемом на карте). В физической географии непременно учитывается и третье изменение — абсолютная или относительная высота расположения объектов.

Понятие географическое положение является ключевым для всей системы географических наук. Собственно география и зародилась как наука о методах определения и фиксации местоположения объектов на земной поверхности относительно друг друга или в некой системе координат. В дальнейшем выяснилось, что определение местоположения объекта не только помогает отыскать его…, но и объясняет некоторые свойства этого объекта и даже прогнозировать его развитие. Важнейший элемент географического исследования — установление и анализ связей между расположенными в пространстве объектами, определяемыми именно их местоположением.

Таким образом географическое положение:
- является индивидуализирующим фактором, поскольку определяет многие свойства географического объекта;
- имеет исторический характер, поскольку изменяется с течением времени;
- имеет потенциальный характер, поскольку одно лишь положение не является достаточным условием соответствующего развития объекта;
- имеет тесные связи с конфигурацией территории и её границами.

В рамках теоретической географии Б. Б. Родоман сформулировал «позиционный принцип», означающий зависимость свойств объекта от его местоположения, и «принцип позиционного давления» («давления места»), означающий силу, которая заставляет объект переместиться, если он имеет неоптимальное для его функционирования положение. Американский географ В. Бунге предложил «правило смещения», означающее изменение географического положения потоков при их перенапряжении (переполнении) в существующем канале. Например: русла рек, жерла вулканов, автострады, морские порты. Ю. К. Ефремов предложил даже особый тип карт — карты географического положения. Однако Л. В. Смирнягин считает, что в современном мире, как и в географии, всё бо́льшую роль играет характеристика самого места по сравнению с его местоположением
Различают следующие виды географического положения:
- математико-географическое (геодезическое, астрономическое, «абсолютное»)
- физико-географическое;
- экономико-географическое (ЭГП);
- политико-географическое;
- геополитическое;
- военно-географическое;
- эколого-географическое;
- культурно-географическое;

и другие.
По масштабам выделяют:
- макроположение
- мезоположение
- микроположение

По системе координат выделяют:
- абсолютное (геодезическое, астрономическое);
- относительное;
  - математическое («3 мили севернее Сиетла»);
  - функциональное (экономико-географическое, физико-географическое и др.).

В расширенной интерпретации географическое положение может включать также отношение площадного объекта в целом (ареала, района, территории) к данностям, лежащим внутри него (к элементам внутренней среды). Такое географическое положение может именоваться, например, «интроспективным» (от лат. introspectus, intro — внутрь + spicere — смотреть). Например, при оценке роли внутренних приграничных районов в приоритетности направлений внешней политики, при оценке геокриминогенного положения территории, при анализе транспортно-географического положения, при исследовании изменчивого ареала по отношению к стациям переживания, лингвистического ареала по отношению к диалектному центру и т. п. Такой подход позволяет разрешить и коллизию с определением взаимного географического положения пересекающихся объектов.

## Исторический очерк
Понятие «географическое положение» известно с конца XVIII в., когда доминировала парадигма географического детерминизма. Идеи об обусловленности жизни людей и общества географической средой выдвигали ещё древние мыслители, такие как Демокрит, Геродот, Страбон и др. Источниками географической информации в этот период были описания отдельных стран и народов, характеристики обжитых и отдаленных земель. Для целей мореплавания и торговли составлялись специальные описания морей, портов, торговых центров, в которых были сведения и об особенностях географического положения страны, через которую проходил торговый путь. Историко-географ В. К. Яцунский считал, что первым в истории экономико-географической работой следует считать произведение итальянского ученого Людовико Гвиччардини «Описание Нидерландов», которое вышло в свет в 1567 г., где в первой части книги дается анализ географического положения страны и оценка роли моря. В 1650 г. в тех же Нидерландах вышел труд Варения (Варениуса) «Общая география», которая считается первой теоретической работой по географии. С. П. Крашенинников в «Описании земли Камчатки» (1756) дал подробное описание её географического положения. Поиски закономерностей пространственного размещения поселений и создание моделей географии городов начались в первой половине XX в. Одним из первых ученых, кто подошел к созданию моделей географии городов, был В. П. Семенов-Тян-Шанский. Географические аспекты в русле проблем размещения хозяйства разработали немецкие ученые, создали так называемую теорию штандорта. Представителями этого направления были И. Тюнен, А. Вебер, А. Лёш и другие. Американский географ В. Бунге назвал географию «наукой о местах». В этом нестандартном и оригинальном определении кроется глубокий смысл о том, что каждый географический объект имеет своё индивидуальное место. Большой вклад в развитие теории географического положения внесли советские географы Н. Н. Баранский и И. М. Маергойз.